# Badlands (Halsey)
| Recensione    | Giudizio |
| ------------- | -------- |
| AllMusic      |          |
| Pitchfork     | 4,9/10   |
| Rolling Stone |          |

Badlands è il primo album in studio della cantante statunitense Halsey, pubblicato il 28 agosto 2015 dalla Astralwerks.
L'intero progetto è un riferimento allo stato d'animo dell'artista durante la scrittura del disco, per dare un luogo fisico come metafora ad una mente desolata e solitaria. Musicalmente, esso è radicato nell'elettropop.

## Produzione e promozione
L'album, prodotto da Lido, è, secondo il parere di Halsey, un concept che si focalizza su una società distopica fittizia conosciuta come The Badlands; riguardo ad essa, la cantante afferma di averla ideata come fuga dai suoi problemi riguardanti la vita reale. La città è circondata da un terreno incolto deserto, che tiene gli abitanti di The Badland prigionieri. Esso si ispira ai film fantascientifici quali Blade Runner e Il quinto elemento. L'intero lavoro è concepito da Halsey come una metafora che riflette anche sulla sua vita: nonostante non ci sia alcuna via di scampo, vi è l'ottimismo a credere nell'impossibilità di un altro posto dove recarsi.
Per promuovere il disco, la cantante dà il via al Badlands Tour, il quale comprende date non solo in America del Nord, ma anche in Oceania, Asia ed Europa facendo così del tour un evento mondiale; esso si conclude il 13 agosto 2016 con un concerto presso il Madison Square Garden di New York, il quale ha registrato il sold out.

## Tracce
1. Castle – 4:37 (Ashley Frangipane, Peder Losnegård)
2. Hold Me Down – 3:24 (Ashley Frangipane, Joseph Khajadourian, Alex Schwartz, Ryan Lott)
3. New Americana – 3:03 (Ashley Frangipane, Larzz Principato, Chandra Uber, James Mtume)
4. Drive – 4:18 (Ashley Frangipane, Tim Anderson)
5. Hurricane – 3:43 (Ashley Frangipane, Tim Anderson)
6. Roman Holiday – 3:21 (Ashley Frangipane, Ryan McMahon, Benjamin Berger)
7. Ghost – 2:33 (Ashley Frangipane, Dylan Scott Quagliato)
8. Colors – 4:09 (Ashley Frangipane, Dylan Bauld)
9. Colors Pt II – 1:36 (Ashley Frangipane, Dylan Bauld)
10. Strange Love – 4:07 (Ashley Frangipane, Jim Eliot, Carl-Mikael Göran "Micke" Berlander)
11. Coming Down – 3:43 (Ashley Frangipane, Justyn Pilbrow)

Tracce bonus dell'edizione deluxe
1. Haunting – 4:20 (Ashley Frangipane, Charlie Hugall, Rob Tortelli, Chris Hugall)
2. Gasoline – 3:19 (Ashley Frangipane, Peder Losnegård)
3. Control – 3:34 (Ashley Frangipane, Roy Kerr, Tim Bran)
4. Young God – 3:00 (Ashley Frangipane)
5. I Walk the Line – 2:45 (John R. Cash)

Tracce bonus dell'edizione giapponese
1. Is There Somewhere – 3:31 (Ashley Frangipane)
2. Empty Gold – 4:18 (Ashley Frangipane, Jim Eliot, Christian Medice)
3. Trouble (Stripped) – 3:34 (Ashley Frangipane, Chris Braide)
4. Hurricane (Arty Remix) – 3:44 (Ashley Frangipane, Tim Anderson)
5. Ghost (Lost Kings Remix) – 3:09 (Ashley Frangipane, Dylan Scott Quagliato)
6. Trouble (Sander Kleinenberg Remix) – 3:05 (Ashley Frangipane, Chris Braide)

## Formazione
Musicisti
- Halsey – voce
- Jayda Brown – cori dei bambini (traccia 3)
- Emma Gunn – cori dei bambini (traccia 3)
- Levi Gunn – cori dei bambini (traccia 3)
- Merit Leighton – cori dei bambini (traccia 3)
- Mason Purece – cori dei bambini (traccia 3)
- Tim Anderson – tutti gli strumenti musicali (tranne chitarra), programmazione (traccia 4)
- Aron Forbes – chitarra (traccia 4)
- Chris Spilfogel – programmazione aggiuntiva (traccia 4)
- Dan Grech-Marguerat – programmazione aggiuntiva

Produzione
- Lido – produzione (tracce 1, 3, 13–15), produzione aggiuntiva (tracce 2, 4, 8, 10–12), produzione esecutiva
- The Futuristics – produzione (traccia 2)
- Kalkutta – produzione aggiuntiva (traccia 3)
- Larzz Principato – produzione aggiuntiva (traccia 3)
- Tim Anderson – produzione (tracce 4 e 5)
- Aron Forbes – produzione aggiuntiva (traccia 4)
- Chris Spilfogel – produzione aggiuntiva (traccia 4)
- Captain Cuts – produzione (traccia 6)
- Dylan Scott – produzione (traccia 7)
- Dylan William – produzione (tracce 8 e 9), produzione aggiuntiva (traccia 15), produzione vocale
- Tim Larcombe – produzione (traccia 10)
- Yung Gud – produzione aggiuntiva (traccia 10)
- Justyn Pilbrow – produzione (traccia 11)
- S.A. – produzione (traccia 12)
- Charlie Hugall – produzione (traccia 12)
- Heavy Mellow – produzione aggiuntiva (tracce 12 e 15)
- Trevor Simpson – produzione (traccia 16)
- Sam Miller – produzione (traccia 16)
- Dan Grech-Marguerat – missaggio
- Pete Lyman – mastering

## Successo commerciale
Negli Stati Uniti d'America Badlands ha debuttato al 2º posto della Billboard 200 con un totale di 115 000 unità, di cui 97 000 sono vendite pure. Di conseguenza, il disco ha segnato il secondo miglior esordio per una donna nel 2015 e il debutto migliore in assoluto per un artista della Astralwerks. Tuttavia, il 1º febbraio 2016, grazie alle nuove norme entrate in vigore dalla Recording Industry Association of America, l'album viene premiato con il disco d'oro per aver superato le 500 000 unità complessive.
A gennaio 2020, è stato riportato che Badlands aveva superato le 626 000 vendite pure in territorio statunitense. Nel giugno dello stesso anno, viene certificato due volte disco di platino dalla RIAA per aver superato la soglia delle 2 milioni di copie complessive, tra vendite pure e streaming.

## Classifiche

### Classifiche settimanali
| Classifica (2015-16) | Posizione massima |
| -------------------- | ----------------- |
| Australia            | 2                 |
| Austria              | 18                |
| Belgio (Fiandre)     | 10                |
| Belgio (Vallonia)    | 28                |
| Canada               | 3                 |
| Danimarca            | 19                |
| Finlandia            | 36                |
| Francia              | 75                |
| Germania             | 37                |
| Grecia               | 41                |
| Irlanda              | 3                 |
| Italia               | 34                |
| Norvegia             | 22                |
| Nuova Zelanda        | 3                 |
| Paesi Bassi          | 5                 |
| Portogallo           | 10                |
| Regno Unito          | 9                 |
| Spagna               | 48                |
| Stati Uniti          | 2                 |
| Svezia               | 13                |
| Svizzera             | 26                |

### Classifiche di fine anno
| Classifica (2015) | Posizione |
| ----------------- | --------- |
| Australia         | 88        |
| Stati Uniti       | 98        |
| Classifica (2016) | Posizione |
| Australia         | 54        |
| Canada            | 47        |
| Stati Uniti       | 34        |
| Classifica (2017) | Posizione |
| Stati Uniti       | 79        |